# Комунистичка партија Португалије
Комунистичка партија Португалије (порт. Partido Comunista Português) је политичка партија која делује у Португалији. Основана је 1921. године.

## Историјат
Раднички синдикати и левичарски политичари су после краја Првог светског рата формирали неколико радничких конфердерација с циљем борбе за радничка права. Након консултација и помоћи од стране Коминтерне, дана 6. марта 1921. године била је основана Комунистичка партија Португалије. Посебност око оснивања ове партије била је та да није настала расколом у претходној социјалдемократској партији, него су ју организовале анархо-синдикалистичке и револуционарно-синдикалистичке групе. На Првом конгресу КПП 1923. године, за првог секретара био је изабран Карлуш Ратес.
Након војног пуча 28. маја 1926. године, партији је забрањено деловање и њени чланови су прешли у илегалу. Њено чланство се реорганизовало у мрежу независних ћелија. Незадовљна слабом активношћу чланова партије, Коминтерна је распустила КПП 1938. године.
Године 1933, на власт је дошао конзервативни диктатор Антонио де Оливеира Салазар (био на власти следећих 36 година као премијер државе), чиме је повећана репресија над члановима партије. Многи од њих били су послани у концентрациони логор Тарафа на Зеленортским острвима.
Поразом сила Осовине 1945. године, Салазар је био присиљен да напусти нека своја профашистичка уверења, те је дозволио одређен степен демократизације. Комунисти су деловали унутар Покрета за демократско јединство. Међутим, Салазар је распустио покрет 1948. године и започео прогон неких његових неподобних чланова.
Путовањем Бента де Жезуса Караше у Совјетски Савез 1948. године, КП Португалије успоставила је везу с Међународним комунистичким покретом.
На Петом конгресу, одржаном у Кијеву 1957. године, партија је усвојила први званични програм и циљеве. Партија се на конгресу заложила за деколонизацију Африке и право свих њених народа да буду слободни.
Јануара 1960, група комуниста је успела да побегне из строго чуваног затовра Пенише. Један од њих био је и бивши лидер партије, Алваро Куњал. Жаиме Сера, једна од бегунаца, касније је основала војно крило КПП, које ће извршити неколико војних акција против режима 1970—их година.
Дана 25. априла 1974. године, скупина лево оријентисаних официра извршила је тзв. Каранфилску револуцију у којој је срушен режим стар 40 година. Дана 27. априла, ослобођени су сви политички робијаши, укључујући и комунисте. Дана 12. јануара 1975, КП Португалије била је прва легализована политичка странка у земљи.
Годину дана после револуције, одржани су избори за Уставотворну скупштину, анкојима је КПП освојила 30 посланичких места. Нови устав је усвојио неколико референци на социјализам и бескласно друштво, по жељама партије. Против ових референци била је само једна, десничарска странка. Исте 1976, поновно су одржани парламентарни избори, а на њима је КПП освојила 40 посланичких места.
Пред изборе 1979, партија је формирала коалицију с Португалским демократским покретом, названу Уједињени народни савез, који је освојио 47 посланичких места. Већину је ипак освојила десна коалиција. На изборима 1980, коалиција је освојила 41 место у Скупштини, а 1987. КПП је ушла у коалицију, звану Унитаристичка демократска коалиција (УДК), и освојила 31 посланичко место.

## Недавно деловање
Након пада Источног блока почетком 1990-их, велик део чланства напустио је партију, која је наставила даље са старим лењинистичким програмом.
На парламентарним изборима 1991, партија је освојила 17 посланичких места, а на изборима 2002. освојила је дотад најнижи број гласова, само 7% њих. На парламентарним изборима 2005, број посланичких места незнатно се повисио на 12 посланичких места.
Програм КПП-а данас се темељи на развоју „напредне демократије 21. века“. Њени чланови залажу се за декирминализацију абортуса, за већа радничка права, повећање улагања у здравство и образовање, против империјализма и рата и за солидарност са земљама попут Ирака, Авганистана, Палестине, Кубе и Баскије.

## Галерија
- Број гласова за УДК на парламентарним изборима 2005. године (без Мадеире и Азора)
- Број гласова за УДК на локалним изборима 2005. године (без Мадеире и Азора)